# Eldora (Iowa)
Eldora település az Amerikai Egyesült Államok Iowa államában, Hardin megyében, melynek megyeszékhelye is. Lakosainak száma 2663 fő (2020. április 1.).

## Népesség
A település népességének változása:

| 2010 | 2 732 |
| 2020 | 2 663 |